# Sitvia lowii
Sitvia lowii är en fjärilsart som beskrevs av Butler 1879. Sitvia lowii ingår i släktet Sitvia och familjen tofsspinnare. Inga underarter finns listade i Catalogue of Life.